# Зук Дик
Зук Дик (в'єт. Dục Đức zùkp ɗɨ́k, хан ти 育德; 23 лютого 1852 — 6 жовтня 1883) — 5-й імператор династії Нгуєн в державі Дайнам, який володарював з 20 до 23 липня 1883 року. Храмове ім'я Нгуєн Кунг Тонг.

## Життєпис
Був другим сином принца Нгуєн Фук Хонг Ї, четвертого сина імператора Тхієу Чі. Його матір'ю була пані Чан Тхі Нга. Народився в Хюе 1852 року, отримавши ім'я Фук Инг Ай. Разом зі своїми стриєчними братами Фук Инг Кі і Фук Инг Дангом був усиновлений імператором Ти Диком в 1854 році. Спочатку планувалося, що саме Фук Инг Ай успадкує владу, але перед смертю Ти Дик змінив думку (через прихильність Фунг Инг Ая до акторів й художників), пропонуючи на трон Дук Инг Данга. Втім після смерті імператора 1883 року регентська рада у складі Нгуєн Ван Тионга, Тон Тхан Тхюєта, Чан Тхієн Тханя оголосила імператором Фук Инг Ая, який став відомий як Зук Дик.
Його правління тривало лише 3 дні. Регенти, що поставили Зук Дика на трон, самі повалили його. За різними версіями його звинуватили у розпусті, неналежній поведінці під час церемонії сходження на трон. За іншими версіями Зук Дик намагався розпустити регентську раду або організувати опір французькій ескадрі, що підходила до узбережжя Дайнаму. Зук Дика було повалено, запроторено до в'язниці, де він помер від голоду або його було отруєно. Новим імператором став Хієп Хоа, син Тхієу Чі.
Колишньої імператора було поховано у тимчасовій могилі, на відстані 2 км від Хюе. Лише 1889 року його син Тхань Тхай, що став імператором, спорудив належну гробницю.